# Contea di Josephine
La contea di Josephine (in inglese Josephine County) è una contea dello Stato dell'Oregon, negli Stati Uniti. La popolazione al censimento del 2000 era di 75 726 abitanti. Il capoluogo di contea è Grants Pass.

## Geografia
La contea si trova nel sud-ovest dello Stato, al confine con la California. Il territorio è prevalentemente montuoso, ma ci sono due valli importanti, dei fiumi Rogue e Illinois.

### Contee confinanti
- Contea di Douglas - nord
- Contea di Jackson - est
- Contea di Siskiyou (California) - sud
- Contea di Del Norte (California) - sud-ovest
- Contea di Curry - ovest

## Storia
La contea fu creata nel 1856 da parte della contea di Jackson. Fu chiamata così in onore di Josephine Rollins. Molti nativi vivevano nell'area, ma nel 1856 furono tutti trasferiti nelle riserve.

## Comuni

### Cities
- Cave Junction
- Grants Pass (capoluogo)

### Census-designated places
- Kerby
- Merlin
- New Hope
- O'Brien
- Redwood
- Selma
- Takilma
- Williams